# Beniamin (Zaricki)
Beniamin, imię świeckie Władimir Zaricki (ur. 12 września 1953 w Stodulcach, zm. 6 września 2023) – biskup Rosyjskiego Kościoła Prawosławnego.

## Życiorys
Po ukończeniu szkoły średniej został robotnikiem. W 1973 został hipodiakonem biskupa riazańskiego Szymona. 30 marca 1975 został wyświęcony na diakona, zaś 6 kwietnia tego samego roku – na kapłana. Został skierowany do pracy w soborze Zmartwychwstania Pańskiego w Iwanowie, a następnie mianowano go proboszczem parafii Ikony Matki Bożej „Znak” we wsi Krasnoje (obwód iwanowski). 27 maja 1977 złożył wieczyste śluby zakonne. W tym samym roku został przeniesiony do eparchii orłowskiej i liwieńskiej jako proboszcz parafii Narodzenia Pańskiego w Bołchowie. Po roku przeniesiony do parafii św. Mikołaja w Kromach, zaś w 1982 podniesiony do godności ihumena. W 1985 ukończył naukę w seminarium duchownym w Moskwie.
6 czerwca 1987 otrzymał godność archimandryty i został proboszczem parafii przy soborze św. Nikity w Orle. Dwa lata później został przeniesiony do monasteru św. Jana Teologa w Poszczupowie w eparchii riazańskiej, gdzie wypełniał obowiązki ekonoma.
11 grudnia 1990 powierzono mu zadanie odbudowy odzyskanego w tym roku przez Rosyjski Kościół Prawosławny, a zamkniętego w 1925 monasteru św. Mikołaja na Ugrieszy. W 1992, gdy świeckie instytucje ostatecznie opuściły dawne obiekty klasztorne, a w niektórych świątyniach monasteru wznowiono regularne odprawianie nabożeństw, został namiestnikiem monasteru (otrzymał on status stauropigii). Klasztorem kierował także po 2003, gdy został wyświęcony na biskupa lubierieckiego, wikariusza eparchii moskiewskiej.
W maju 2010 Święty Synod Rosyjskiego Kościoła Prawosławnego przeniósł go na katedrę penzeńską i kuźniecką. W 2012 jego tytuł uległ zmianie na biskup penzeński i niżniełomowski. W tym samym roku został podniesiony do godności metropolity w związku z erygowaniem przez Święty Synod metropolii penzeńskiej. W 2013 został przeniesiony na katedrę riazańską. Dwa lata później został przeniesiony na katedrę orenburską. Na urzędzie metropolity orenburskiego pozostał do śmierci w 2023 r. Został pochowany w monasterze św. Mikołaja na Ugrieszy.